# Фазов преход
Фазово превръщане е преминаването от една фаза в друга, респ. от едно агрегатно състояние в друго. Такива превръщания са изпарение, втечняване, кристализация, сублимация, топене и др.

## Обща класификация
Фазовите преходи могат да се класифициратпо изменението на свойствата на точките на прехода, например електрически преходи, магнитни преходи и т.н., а най-общо към фазовите преходи може да се приложи класификацията на Еренфест; според нея преходите биват от първи и втори род. Фазов преход от първи род е този, при който първите производни на термодинамичния потенциал (топлина, обем, намагнитеност, поляризация и т.н.) се изменят скокообразно. Фазовите преходи от втори род са тези, при които в точката на фазовия преход се изменят със скок вторите производни на термодинамичния потенциал (магнитна и електрична възприемчивост, свиваемост и др.). Определението на Еренфест е от термодинамична гледна точка и следователно е достатъчно общо, за да бъде валидно и за фазови преходи и в аморфни системи, още повече че константите на решетката не са термодинамични параметри.
Фазови преходи се наблюдават и в твърдо състояние, например при полиморфните метали. Известно е, че желязото е такъв метал с няколко полиморфни модификации (с няколко различни кристални решетки) – α-Fe, устойчиво при температура под 911 °C (1185,15 К), γ-Fe – стабилно над тази температура (до 1392 °C или 1667,15 К). Съществуват и ε-Fe както и β-Fe, които са стабилни при високо налягане. Първата ε-фаза е стабилна около стайна температура (20 °C или 293,15 К) и налягане от около 8 – 15 гигапаскала (ГПа), докато β-фазата (ако такава съществува) се очаква да бъде при температури по-големи от 1226,85 °C (1500 К) и налягане най-малко 50 ГПа. Теоретично, в чистото желязо съществува и магнитен фазов преход (от феромагнетик в парамагнетик) при точката на Кюри (Температура на Кюри – около 769,85 °C или 1043 К), под която металът притежава феромагнитни свойства. Полиморфното превръщане алфа-гама се осъществява чрез фазова прекристализация, представляваща фазов преход в твърдо състояние, при който атомите формират нова кристална решетка, с нови свойства. Така фазовите преходи не бива да се отъждествяват с прехода на веществото от едно в друго агрегатно състояние.